# Ames-szoba

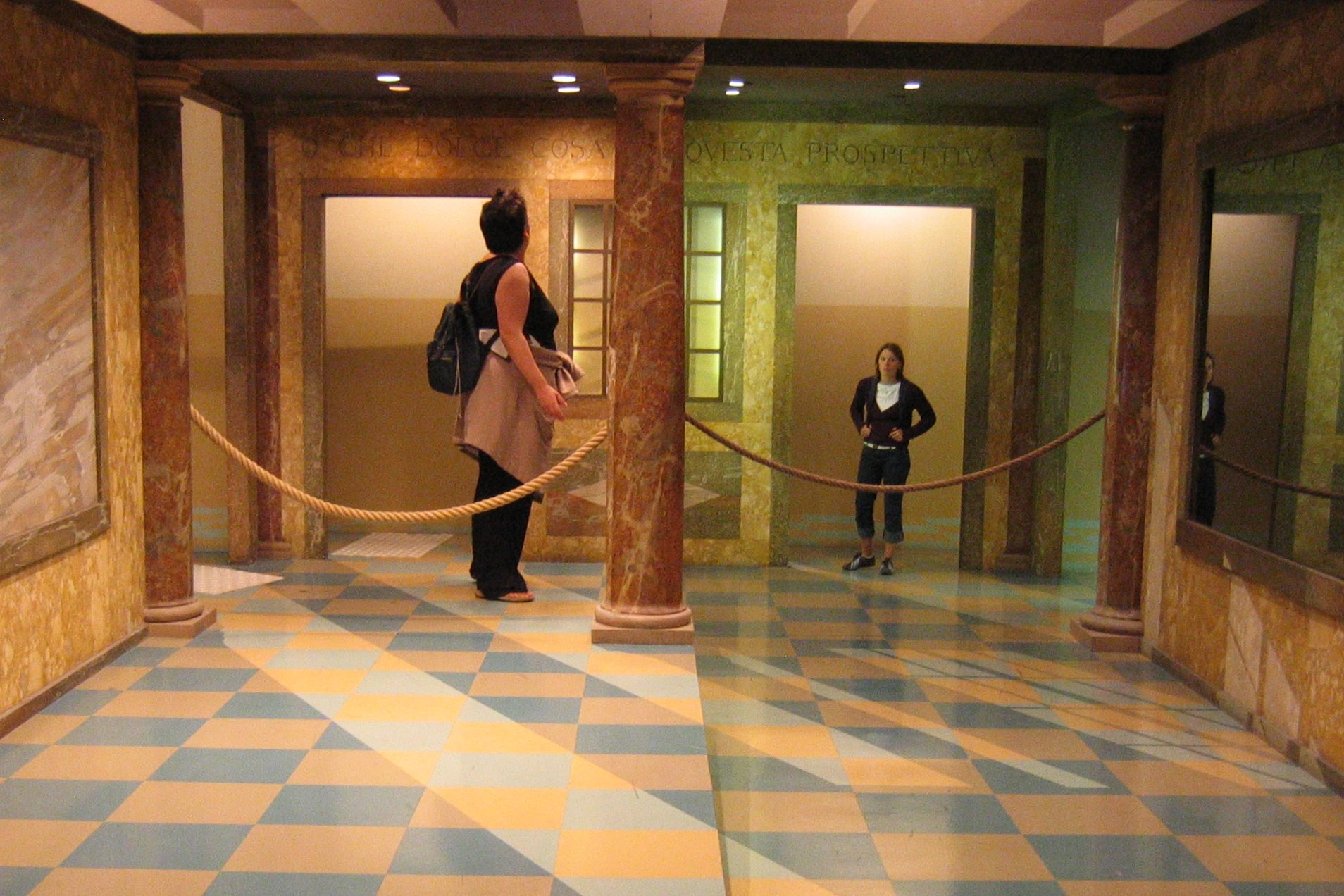
Egy Ames-szoba

Az ún. Ames-szobát Adelbert Ames amerikai tudós tervezte. Azt kívánta vele szemléltetni, hogy az észlelt távolság milyen hatással van a látszólagos méretre. Vizuális érzékcsalódás, mely arra épül, hogy a megfigyelő egy adott szemszögből betekintve a szobába jelentős méretbeli eltéréseket tapasztal a szoba két különböző sarkában álló személy között, holott a két személy közel egyforma magas. A szoba különlegesen épített, mégis egy bizonyos szögből teljesen normálisnak és téglalap alakúnak látszik.

## Adelbert Ames (1880–1955)
Az amerikai származású kutató festőként kezdte pályafutását. Mint tudós kutatásokat végzett a fizika, pszichológia, élettan és a filozófia területein is. A Dartmouth College kutatóprofesszoraként kiemelkedő sikert ért el az élettani optikáról végzett tanulmányával. Később a Dartmouth Eye Institute igazgatója lett. Mint festő vizuális típus volt. Számos életnagyságú modellt tervezett (Ames-szék, Ames-szoba, Ames-ablak). Kutatásait a perspektíva elméletére alapozta, és kísérletei által bebizonyította, hogy ez az elmélet valóban helytálló, mivel a modelljei által könnyedén becsapható az emberi szem.

## Előzményei
Ötven évvel azelőtt, hogy Ames megépítette a róla elnevezett szobát, már a német Hermann Helmholtz fejében is felmerült egy ilyen helyiség gondolata: „Ha egy szobát fél szemmel nézünk, úgy véljük, hogy éppen olyan világosan és határozottan látjuk, mintha két szemmel néznénk. Pedig pontosan ezt a képet kaphatnánk abban az esetben is, ha a szobában minden egyes pontot tetszés szerint eltávolítanánk különböző távolságra a szemtől, feltéve, hogy azok ugyanabban a nézővonalban mozognának”(Gregory, 1973). Ames 1934-ben találta fel és rá egy évvel később meg is építették.

## Célja, leírása
Ames azért dolgozta ki, hogy bemutassa, az észlelt távolság milyen hatással van a látszólagos méretre. A vizuális érzékcsalódások jól prezentálhatók általa. A megfigyelő egy meghatározott pontból, egy kis lyukon keresztül, egy szemmel néz be a szobába, ahol jelentős méretbeli eltéréseket tapasztal. A bal oldalon álló személy (B személy) sokkal nagyobbnak látszik, mint a jobb oldalon álló (A személy). Valójában a személyek egyforma magasak.  A szoba padlója lejt, falai pedig nem derékszögben találkoznak, így az egyik fala közelebb van a nézőhöz. A szobában nincsenek párhuzamos vonalak, minden fala trapéz.  A megfigyelő mégis egy adott szögből egy normális, téglalap alakú szobának látja.

## Az Ames-szoba illúziójának magyarázata
A látás kapcsán beszélhetünk binokuláris és monokuláris jelzőmozzanatokról. A binokuláris látáshoz két szemre van szükség. Binokuláris látás esetén a két szem egy kissé eltérő szögből látja a tárgyakat, így téve lehetővé, hogy érzékeljük a tárgyak viszonylagos távolságát, relatív távolságát, mélységét és a retinális diszparitás révén érzékeli a két szembe beérkező képek távolságait, ami a sztereoszkopikus mélységészlelés számára ad információt. Az Ames-szoba esetében azonban nem beszélhetünk binokuláris látásról, mivel a megfigyelő egy szemmel néz be a szobába. Az egy szemmel való látást monokuláris látásnak nevezzük.
Monokuláris látás esetén a nagyságkonstancia nem működik, így ha egy tárgy retinális képe a távolság függvényében megváltozik, a tárgy méretét is nagyobbnak fogjuk látni. A megfigyelőt becsapjuk azzal, hogy a látószögek különbsége nem a távolságbeli különbségeknek köszönhető (Sekuler-Blake, 2004). Ebben a helyzetben az Ames-szobát megfigyelő személy a nagyság-távolság invarianciaelvet használja az észlelés során, ami azt jelenti, hogy az észlelt nagyság a retinális méret és az észlelt távolság szorzata.

## A XXI. században
A XXI. században az Ames-szobát leginkább a filmiparban használják. A Gyűrűk Ura-trilógiában például arra használták az Ames-szoba illúzióját, hogy érzékeltessék a hobbitok és Gandalf magasságbeli különbségeit. Használták még az illúziót például a Roald Dahl által írt Charlie és a csokigyár című mű megfilmesítéskor, illetve a Morcheeba zenekar Blindfold című videóklipjének készítésekor is.